# Domenico Corsini
Domenico Corsini (russisch Доменико (Дементий) Антонович Корсини; * 30. Januar 1774 in Bologna; † 10. Maijul. / 22. Mai 1814greg. in St. Petersburg) war ein italienisch-russischer Maler.

## Leben
Corsini studierte die Künste an der Accademia Clementina in Bologna.
Als Corsini 1802 eingeladen wurde, als Theaterdekorateur in St. Petersburg zu arbeiten, reiste er nach St. Petersburg und unterschrieb im März 1802 einen Dreijahresvertrag für die Arbeit im Italienischen Theater, das seine Vorstellungen im St. Petersburger Bolschoi-Theater gab. Ein Jahr später unterschrieb er einen neuen Vertrag für die Arbeit in allen kaiserlichen Theatern mit einem Gehalt von 5000 Rubel jährlich. Abgesehen von Dekorationen musste er Zeichnungen und Modelle von Theatermaschinen liefern.
1805 war Corsini besonders erfolgreich mit der Ausstattung einer Oper von Catterino Cavos. Zusammen mit Pietro Gonzaga stattete Corsini Ballette von Charles-Louis Didelot aus (1806 und 1809).
Im September 1811 wählte der Professorenrat der Kaiserlichen Akademie der Künste Corsini, B. Medici und F. Torricelli für ihre bekannte Kunst der dekorativen Malerei als Mitglieder (Akademiker) in die Akademie der Künste. In diesem Jahr stellte Corsini zwei Perspektivbilder auf der Akademie-Ausstellung aus.
Corsini war verheiratet mit Jekaterina Karlowna (1791–1857). Corsini wurde auf dem lutherischen Wolkowo-Friedhof in St. Petersburg begraben.
1853 schenkte Corsinis Sohn Geronimo Corsini der Akademie der Künste ein Album mit 20 Aquarellen und Zeichnungen seines Vaters aus den Jahren 1803–1813, das im Russischen Museum verwahrt wird.